# José Manuel Martínez Bande
José Manuel Martínez Bande (Getxo, 7 de setembre de 1907 - Madrid, 5 de juny de 2001) va ser un militar i historiador espanyol, especialitzat en la història militar de la Guerra Civil Espanyola.

## Biografia
Va estudiar Dret a la Universitat Central de Madrid, per la qual es va llicenciar. Durant la Guerra Civil va ser alferes provisional i, en acabar la guerra, va romandre en l'exèrcit en servei actiu. Oficial de l'Arma d'Artilleria, va desenvolupar gran part de la seva carrera en el Servei Històric Militar, avui Institut d'Història i de Cultura Militar, on va ser cap de la secció de la guerra d'Espanya de 1936. Es va retirar amb l'ús de coronel.
L'obra històrica de Martínez Bande està basada en l'explotació de fonts originals de tots dos bàndols conservades en l'arxiu del Servei. Els seus treballs més importants són les monografies sobre la Guerra Civil que va escriure per al Servei Històric Militar.
En la seva faceta de publicista, Martínez Bande va escriure articles d'opinió en la tercera del rotatiu madrileny ABC.

## Valoració de la seva obra
En la literatura anglosaxona les obres de Martínez Bande són citades amb freqüència com a font d'autoritat en el terreny de la història militar de la Guerra Civil.
En la literatura històrica espanyola, l'obra de Martínez Bande és valorada segons l'orientació ideològica de qui escriu. Autors d'esquerra desqualifiquen a Martínez Bande com a franquista, mentre que els autors de dretes solen considerar els seus llibres objectius i ben documentats.

## Llibres publicats
- La intervención comunista en la guerra de España (1936-1939). Servicio Informativo Español. Madrid, 1965.
- Monografías de la guerra española, Madrid, Editorial San Martín, 1968-1985, en donde se aborda en 18 volúmenes, algunos de ellos reeditados, la evolución de las operaciones militares.
  - La marcha sobre Madrid, Nº 1[3], 1968, ISBN 84-7140-207-6
  - La lucha en torno a Madrid en el invierno de 1936-1937, Nº 2, 1968, ISBN 84-7140-226-2
  - La campaña de Andalucía, Nº 3, 1969, ISBN 84-7140-245-9
  - La guerra en el Norte (hasta el 31 de marzo de 1937), Nº 4, 1969[3][3], ISBN 84-7140-187-8
  - La invasión de Aragón y el desembarco en Mallorca, Nº 5, 1970.
  - Vizcaya, Nº 6, 1971.
  - La ofensiva sobre Segovia y la batalla de Brunete, Nº 7, 1972.
  - El final del frente Norte, Nº 8, 1972.
  - La gran ofensiva sobre Zaragoza, Nº 9, 1973, ISBN 84-7140-060-X
  - La batalla de Teruel, Nº 10, 1974 ISBN 84-7140-088-X
  - La llegada al mar, Nº 11, 1975, ISBN 84-7140-115-0
  - La ofensiva sobre Valencia, Nº 12, 1977, ISBN 84-7140-142-8
  - La batalla del Ebro, Nº 13, 1978, ISBN 84-7140-167-3[4]
  - La campaña de Cataluña, Nº 14, 1979, ISBN 84-7140-177-0
  - La batalla de Pozoblanco y el cierre de la bolsa de Mérida, Nº 15, 1981, ISBN 84-7140-195-9
  - Los asedios, Nº 16, 1983, ISBN 84-7140-214-9
  - El final de la Guerra Civil, Nº 17, 1985, ISBN 84-7140-232-7
  - La lucha por la Victoria, Vol. I y Vol. II, Nº 18, 1990-1991, ISBN 84-7140-277-7

- Las Brigadas Internacionales, Barcelona: Plaza y Janés, 1973.[5]
- La lucha por la Victoria, Madrid: San Martín, 1990-1991, ISBN 84-7140-277-7.
- Los cien últimos días de la República, Barcelona, Luis Caralt, 1973, 324 págs.[3]
- Por qué fuimos vencidos: Testimonios clave de la derrota del Ejército Popular de la República. Madrid: Prensa Española, Colección Los Tres dados, 1974. ISBN 978-84-287-0332-1[6]
- El frente de Madrid, Barcelona: Luis de Caralt, 1976, ISBN 978-84-217-5728-4
- Los años críticos: República, conspiración y Alzamiento, Madrid: Ediciones Encuentro, 2007 (obra póstuma) ISBN 978-84-7490-883-1.